# Ted Curson
Theodore „Ted” Curson (ur. 3 czerwca 1935 w Filadelfii, zm. 4 listopada 2012 w Montclair) – amerykański trębacz jazzowy.
Wychował się w Filadelfii. W 1956 przeprowadził się do Nowego Jorku. W latach 1959–1960 był członkiem kwartetu Charlesa Mingusa, w którym grali również Eric Dolphy i Dannie Richmond. Potem nagrywał z Cecilem Taylorem (1961) i prowadził kwintet wspólnie z Billem Barronem. Pod koniec lat 60. i na początku lat 70. spędził kilka lat w Europie. Regularnie przyjeżdżał do Finlandii, gdzie występował na festiwalu jazzowym w Pori.

## Wybrana dyskografia
Opracowano na podstawie materiału źródłowego.
| - Plenty of Horn (Old Town, 1961) - Ted Curson Plays Fire Down Below (Prestige, 1962) - Live At La Tête De L’Art (Trans World Records, 1962) - Tears for Dolphy (Fontana, 1964) - The New Thing & the Blue Thing (Atlantic, 1965) - Urge (Fontana, 1966) - Ode to Booker Ervin (EMI Columbia, 1970) - Pop Wine (Futura, 1971) - Cattin’ Curson (Marge) / Typical Ted (Trident, 1973) - Quicksand (Atlantic, 1974) - Blue Piccolo (Whynot) / Ted Curson and Co. (India Navigation, 1976) - Jubilant Power (Inner City, 1976) - Flip Top (Freedom, 1977) - Blowin’ Away (Interplay, 1978) z Dizzym Reece - The Trio (Interplay, 1979) - I Heard Mingus (Interplay, 1980) - Snake Johnson (Chiaroscuro, 1980) - Traveling On (Evidence, 1996) - Sugar ’n Spice (Level Green, 1999) - Ted Curson in Paris: Live at the Sunside (Blue Marge, 2007) - Ted Curson & The Clinic Sextet (fifty-fifty records, 2008) - Live in Paris: Plays the Music of Charles Mingus (Elabeth, 2012) z Pepperem Adamsem - California Cookin' (Interplay, 1983) z Billem Barronem - The Tenor Stylings of Bill Barron (Savoy, 1961) - Modern Windows (Savoy, 1961) z Nickiem Brignolą - Baritone Madness (Bee Hive, 1977) z Pepperem Adamsem z Grahamem Collierem - Hoarded Dreams (Cuneiform, 1983) z Andrew Hillem - Spiral (Freedom, 1975) z Charlesem Mingusem - Mingus (Candid, 1960) - Mingus Revisited (Mercury, 1960) - Mingus at Antibes (Atlantic, 1960) - Charles Mingus Presents Charles Mingus (Candid, 1960) z New York Contemporary Five - Bill Dixon 7-tette/Archie Shepp and the New York Contemporary 5 (Savoy, 1964) z Salem Nistico - Neo/Nistico (Bee Hive, 1978) z Archiem Sheppem - Fire Music (Impulse!, 1965) z Cecilem Taylorem - Love for Sale (United Artists, 1959) z Andrzejem Trzaskowskim - Seant (1966) z The Clinic Sextet - Studio Live (fifty-fifty records, 2008) z Spirit of Life Ensemble - Live au Duc (Rise Up, 2001) - Planet Jazz (Rise Up, 2009) |